# Aeropuerto Internacional Doctor Fernando Piragine Niveyro

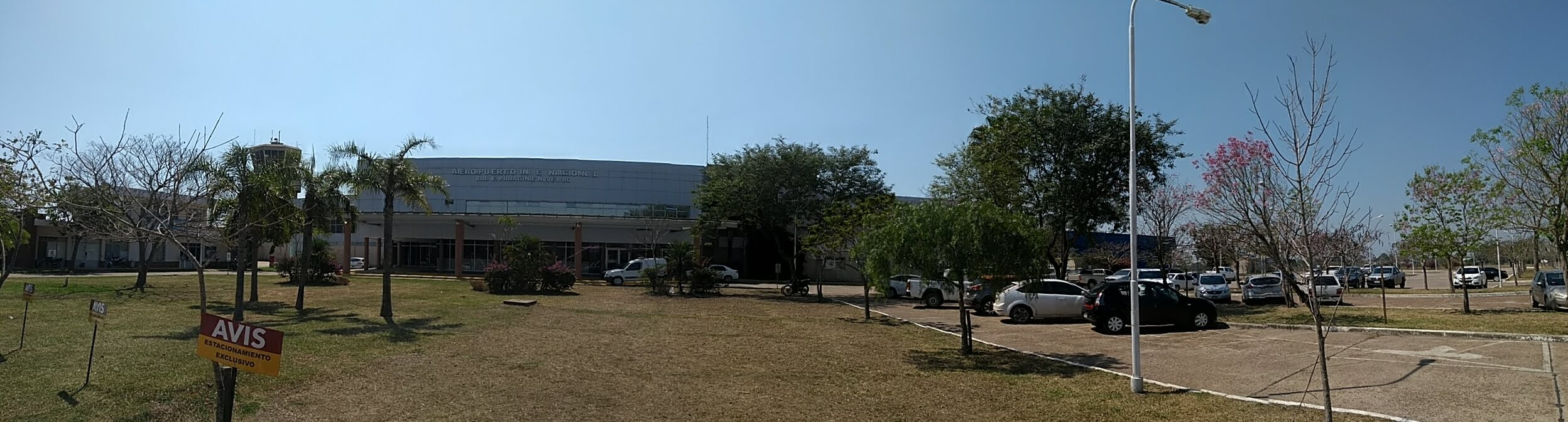
Vista panorámica del Aeropuerto Doctor Piragine Niveyro.

El Aeropuerto Internacional Doctor Fernando Piragine Niveyro está ubicado a 12 km al este del centro de la ciudad de Corrientes, capital de la Provincia de Corrientes, Argentina.
El área total del predio es de 800 ha y una terminal de pasajeros de 1400 m² organizada en dos niveles.En el período entre 1945-48 se planificó la red nacional de aeropuertos, cuya finalidad era conectar la totalidad del país sobre las bases de las rutas aéreas de las cuatro empresas mixtas que cubrían el tráfico en el territorio nacional
Código FAA: CNQ
Código IATA: CNQ
Código OACI: SARC
La dirección de este aeropuerto es: Ruta Nacional 12, km 7, y sus coordenadas son latitud: 27°26'44" Sur, longitud: 58°45'43" Oeste.

## Aerolíneas
| Aerolíneas            | Aeronaves              | Fotos                       |
| --------------------- | ---------------------- | --------------------------- |
| Aerolíneas Argentinas | B737-700/800 / E-190AR | B737-700, B737-800, E-190AR |
| Flybondi              | B737-800               | B737-800                    |

### Vuelos nacionales
| Destinos regulares | Nombre del aeropuerto    | Aerolíneas                     | Avión             | Frecuencias semanales |
| ------------------ | ------------------------ | ------------------------------ | ----------------- | --------------------- |
| Argentina          |                          |                                |                   |                       |
| Buenos Aires       | Aeroparque Jorge Newbery | Aerolíneas Argentinas Flybondi | E190, B738 / B738 | 23                    |

## Destinos Cesados

### Aerolíneas Existentes
- Austral Líneas Aéreas (Buenos Aires-Aeroparque)
- Flybondi (Buenos Aires-El Palomar, Córdoba)
- Amaszonas Paraguay (Asunción)
- JetSMART Argentina (Buenos Aires-Aeroparque)

## Estadísticas
| Ranking | Ciudad                               | Pasajeros (2017) | Pasajeros (2018) | Pasajeros (2019) | Variación | Aerolíneas                                   |
| ------- | ------------------------------------ | ---------------- | ---------------- | ---------------- | --------- | -------------------------------------------- |
| 1       | El Palomar, Argentina                | N/D              | 63.950           | 109.550          | +71,31    | Flybondi                                     |
| 2       | Buenos Aires (Aeroparque), Argentina | 96.200           | 88.651           | 79.229           | -10,63    | Aerolíneas Argentinas, Austral Líneas Aéreas |
| 3       | Córdoba, Argentina                   | N/D              | 4.143            | 8.449            | +103,93   | Flybondi                                     |